# Ligue des champions de rink hockey 2003-2004
Navigation
Ligue des champions 2002-2003 Ligue des champions 2005-2005
La Ligue des champions de rink hockey 2005-2006 est la 39e édition de la plus importante compétition européenne de rink hockey entre équipes de club, et la 8e sous la dénomination Ligue des champions. La compétition est remportée par le FC Barcelone qui devient champion d'Europe des clubs pour la 15e fois.

## Déroulement
Cette édition 2005-2006 se déroule en quatre phases : un tour préliminaire, un premier tour, une phase de poules et un Final four.
Le premier tour regroupe 16 des meilleures équipes européennes de rink hockey (dont les trois équipes vainqueurs du tour préliminaire).

Les matchs se jouent en confrontations aller-retour, comme le tour préliminaire. Les 8 équipes qui gagneront en score cumulé auront le droit de jouer la phase de poules. Les 4 équipes possédant le meilleur rang européen seront quant à eux reversé en Coupe CERS.

Pour éviter l'élimination précoce de grosses équipes, le tirage au sort de ce tour s'est effectué avec un chapeau têtes de séries, interdisant ainsi la confrontation de 2 têtes de série au premier tour.
La phase de poules regroupe 8 équipes, réparties dans 2 poules de 4. Chaque équipe rencontre deux fois les autres équipes de la poule. Les 2 meilleures équipes de chaque poules joueront le Final Four.
Équipes qualifiées :
| 2003/04        | 2003/04     | 2003/04     | 2003/04         |
| -------------- | ----------- | ----------- | --------------- |
| FC Barcelona   | CE Noia     | Pati Vic    | HC Liceo Coruña |
| FC Porto       | OC Barcelos | SL Benfica  |                 |
| Hockey Prato   | Bassano     | Salerno     |                 |
| La Vendéenne   | St. Omer    | AS Merignac |                 |
| Genéve RHC     | RSC Uttigen | RHC Wimmis  |                 |
| RSC Cronenberg |             |             |                 |

## Tour préliminaire
| Équipe                 | Resultat | Équipe                  | 1ª Mão | 2ª Mão |
| RHC Wimmis Modèle:SUIb | 6-14     | Modèle:FRAb AS Merignac | 4-9    | 2-5    |

## Premier tour
| Équipe          | Resultat    | Équipe         | 1ª Mão | 2ª Mão      |
| Bassano         | 2-4         | Hockey Prato   | 1-2    | 1-2         |
| SL Benfica      | 7-4         | La Vendéenne   | 6-3    | 1-1         |
| Pati Vic        | 6-3         | St. Omer       | 7-1    | 3-1         |
| FC Porto        | 13-6        | Salerno        | 9-0    | 4-6         |
| FC Barcelona    | 16-1        | Genéve RHC     | 10-1   | 6-1         |
| HC Liceo Coruña | 7-7(5-6)pen | CE Noia        | 3-1    | 4-6(5-6)pen |
| AS Merignac     | 4-20        | OC Barcelos    | 0-10   | 4-10        |
| RSC Uttigen     | 6-6(4-4)pen | RSC Cronenberg | 2-3    | 4-3(4-4)pen |

## Phase de poules

### Groupe A
|                 | Équipes | Pts | J | V | E | D  | BM | BE  | DB |
| --------------- | ------- | --- | - | - | - | -- | -- | --- | -- |
| FC Barcelona    | 11      | 6   | 5 | 1 | 0 | 29 | 11 | 18  |    |
| OC Barcelos     | 8       | 6   | 4 | 0 | 2 | 36 | 15 | 21  |    |
| HC Liceo Coruña | 5       | 6   | 2 | 1 | 3 | 27 | 18 | 9   |    |
| RSC Cronenberg  | 0       | 6   | 0 | 0 | 6 | 11 | 59 | -48 |    |

|                 | BAR | OCB  | LIC | CRO  |
| --------------- | --- | ---- | --- | ---- |
| FC Barcelona    | –   | 5-2  | 2-2 | 9-3  |
| OC Barcelos     | 2-4 | –    | 5-2 | 14-0 |
| HC Liceo Coruña | 1-3 | 2-3  | –   | 12-1 |
| RSC Cronenberg  | 1-6 | 2-10 | 4-8 | –    |

### Groupe B
|              | Équipes | Pts | J | V | E | D  | BM | BE  | DB |
| ------------ | ------- | --- | - | - | - | -- | -- | --- | -- |
| FC Porto     | 10      | 6   | 5 | 0 | 1 | 27 | 13 | 14  |    |
| Hockey Prato | 8       | 6   | 4 | 0 | 2 | 33 | 24 | 9   |    |
| Pati Vic     | 6       | 6   | 3 | 0 | 3 | 21 | 28 | -7  |    |
| SL Benfica   | 0       | 6   | 0 | 0 | 6 | 15 | 30 | -15 |    |

|              | FCP | PRA | VIC | SLB |
| ------------ | --- | --- | --- | --- |
| FC Porto     | –   | 4-2 | 8-1 | 3-2 |
| Hockey Prato | 4-5 | –   | 5-2 | 7-6 |
| Pati Vic     | 5-3 | 4-8 | –   | 4-1 |
| SL Benfica   | 0-4 | 3-7 | 3-5 | –   |